# Sercquiais
Język sercquiais (sercquiais, lé sèrtchais) – etnolekt romański, najbliższy językowi normandzkiemu, niekiedy określany jako dialekt tego języka. Jest używany na Sark (fr. Sercq), jednej z Wysp Normandzkich. Współcześnie wypiera go język angielski. Podobne do niego języki dgèrnésiais i jèrriais są używane na sąsiednich wyspach: Guernsey i Jersey. Osoby posługujące się tymi językami (dialektami) mogą zrozumieć zarówno siebie nawzajem, jak i tych pochodzących z kontynentalnej Francji mówiących językiem normandzkim.
Sercquiais bywa określany przez osoby anglojęzyczne jako „Sarkese” lub „Sark-French” (Sark-francuski). 
Sercquiais pochodzi z dialektu (języka) jèrriais, przeniesionego w XVI w. z osadnikami, którzy przybyli z sąsiedniej wyspy Jersey. Widoczne są wpływy dgèrnésiais z wyspy Guernsey. Niegdyś istniały na wyspie dwie gwary sercquiais. Obecnie sercquiais jest w zaniku – używają go wyłącznie nieliczni starsi mieszkańcy wyspy. Zawiera liczne zapożyczenia leksykalne z języka angielskiego. Zanik dialektu spowodowany jest brakiem oświaty i publikacji w sercquiais, niskim statusem dialektu wobec języka angielskiego oraz napływem ludności anglojęzycznej z Wielkiej Brytanii. Sercquiais do dzisiaj jest bardzo rzadko zapisywany i nie ma ustalonej normy literackiej.

## Przykłady słów zsercquiaisijèrriais
| Sercquiais | Jèrriais                     | Francuski | Polski               |
| ---------- | ---------------------------- | --------- | -------------------- |
| lyer       | liéthe                       | lire      | czytać               |
| kuoradj    | couothage                    | courage   | odwaga               |
| fere       | féther                       | répasser  | prasować (żelazkiem) |
| mãdji      | mang'gie                     | manger    | jeść                 |
| krwee      | crouaix                      | croix     | krzyż                |
| mekrëdi    | Mêcrédi                      | mercredi  | środa                |
| plyechi    | pliaichi                     | placer    | umieścić             |
| brachii    | brach'chie                   | brasserie | browar               |
| lyef       | lief                         | toit      | dach                 |
| klyüt      | cliu                         | pièce     | łata                 |
| blyakyĩ    | bliatchîn (od ang. blacking) | cirage    | pasta do butów       |